# MyNetwork TV
MyNetworkTV (a veces escrito My Network TV, y extraoficialmente abreviado como MyNet, MyTV, MNT, o MNTV) es una cadena de televisión estadounidense propiedad de Fox Corporation. Es la cadena con la menor audiencia de las seis más grandes de los EE. UU.
La cadena inició operaciones el 5 de septiembre de 2006, con una alineación de afiliadas que cubría el 96 por ciento del país, siendo la mayoría de ellas ex-afiliadas de WB y UPN. Su programación original durante el horario estelar consistía en telenovelas de una hora de duración, siendo Desire y Fashion House las primeras en emitirse. Estos programas se emitían cinco días por semana durante un período de 13 semanas.
Después de fallar en atraer televidentes con ese formato, la cadena renovó su programación en 2007 para atraer a hombres jóvenes, con películas y programas de artes marciales mixtas reduciendo las telenovelas a solo un día por semana. MyNetworkTV ya no produce programación original desde 2010.
MyNetworkTV es una cadena hermana de la FOX, pero opera separadamente a ella. Roger Ailes supervisa la cadena como director de Fox Television Stations (FTS). Greg Meidel, el presidente de la cadena, supervisa las operaciones diarias junto con los ejecutivos de la FOX Jack Abernethy, Dennis Swanson, y Bob Cook.

## Orígenes
MyNetworkTV surgió después del anuncio de la nueva CW Television Network, que esencialmente era una unión de The WB y UPN. Como resultado de muchos acuerdos durante la primera parte de esta década, Fox Television Stations Group poseía varias afiliadas a la UPN. Estas incluían las tres más grandes afiliadas de la UPN: WWOR-TV en Ciudad de Nueva York, KCOP-TV en Los Ángeles, y WPWR-TV en Chicago. Fox había comprado las emisoras después de adquirir la mayoría de las posesiones de Chris-Craft Industries, que fundó la UPN junto a Paramount Pictures (que a su vez fue adquirida por Viacom poco después de la fundación de UPN), mientras que WPWR fue comprada en 2003 de la Newsweb Corporation. A pesar de ciertas preocupaciones acerca del futuro de UPN que aparecieron cuando Fox compró esas tres estaciones, UPN renovó su afiliación con las estaciones en 2003 por tres años. La expiración pendiente de ese acuerdo en 2006 le dio a la dueña de la UPN, CBS Corporation y a la dueña de The WB, Warner Bros., la rara oportunidad de unir sus respectivas cadenas para formar una nueva: The CW.
The CW no incluía ninguna emisora operada por Fox; de hecho, las afiliaciones en Nueva York, Los Ángeles y Chicago se fueron a uno de los dueños de The WB, Tribune Broadcasting. En respuesta al anuncio, Fox rápidamente borró toda referencia a UPN de sus afiliadas y dejó de promocionar todos los programas de esa cadena.
Diversos medios de comunicación especulaban que las afiliadas de UPN operadas por Fox pasarían a ser emisoras independientes, o que formarían una cadena al unir otras afiliadas de The WB y UPN dejadas fuera de The CW. La dueña de la Fox, News Corporation, eligió esta última opción, anunciando MyNetworkTV el 22 de febrero, menos de un mes después de que la CBS y Warner Bros. anunciaran a The CW el 24 de febrero.

## Programación
MyNetworkTV empezó a operar el 5 de septiembre de 2006 con los estrenos de sus dos primeras series.
Al menos cuatro afiliadas emiten los programas de MNTV fuera de orden:
- KEVU en Eugene (Oregón) presenta los programas de MNTV, después de Dr. Phil y The Oprah Winfrey Show.
- KQCA en Sacramento (California) emite la programación de la cadena. Esto se debe a que The Oprah Winfrey Show se emite como antesala del noticiero.
- KRON en San Francisco emite la programación de MNTV, después de Dr. Phil.
- KJZZ en Salt Lake City (Utah) emite la programación de la cadena desde la medianoche hasta las 2 de la mañana;[4] las razones incluyen un acuerdo con KUTV, que permite que KJZZ retransmita algunos programas en sindicación de KUTV, además de una extensa programación de los juegos de baloncesto de Utah Jazz (la estación y el equipo tienen el mismo dueño, Larry H. Miller).

### Telenovelas
La programación original estaba destinada a personas anglófonas de 18 a 49 años de edad con una parrilla consistente enteramente de telenovelas, iniciando con Desire y Fashion House.  Originalmente, cada una se emitía de lunes a viernes en ciclos de 13 semanas, con una recapitulación durante los sábados; cuando una serie terminaba, otra sin relación se emitía en su lugar. La quinta y sexta serie, American Heiress y Saints and Sinners, aparecieron una hora por semana los miércoles antes de desaparecer abruptamente de la programación.

### Otros programas
El anuncio de la nueva cadena también decía que programación no guionada (o sea, reality shows) y de interés general estaba en desarrollo. Estos programas fueron:
- Catwalk, una serie similar a America's Next Top Model
- On Scene, un magazín con noticias policiales
- Una versión local de programa concurso británico Britain's Brainiest
- Una versión local de la serie británica Love Island.

MyNetworkTV abandonó el desarrollo de estos programas en verano de 2006, enfocándose solo en las telenovelas, a pesar de que ese formato no resultó satisfactorio.

### Renovando la programación
En respuesta de los pobres niveles de audiencia de las telenovelas -- logrando solo un promedio de share de 0.7% -- reportes indicaron que los ejecutivos de Fox planeaba una restructuración mayor en la programación de MyNetworkTV, dependiendo menos de las telenovelas y añadiendo nuevos programas no guionados como reality shows, programas concursos, películas y deportes.
El 1 de febrero de 2007, Greg Meidel, quien había sido nombrado presidente de la cadena 10 días antes, confirmó los rumores y reveló una parrilla de programación muy diferente a la de ese momento. Se intentó aumentar la audiencia, satisfaciendo tanto a los telvidentes como a las afiliadas, quienes estaban disconformes por la pobre cantidad de audiencia que la programación de la cadena poseía. Después del 7 de marzo (cuando Wicked Wicked Games y Watch Over Me terminaron de emitirse), las telenovelas empezaron a ocupar solo dos noches por semana. El resto de la programación incluía películas y lucha libre.
Además, las recapitulaciones sabatinas de las telenovelas terminaron inmediatamente, en favor de películas hasta marzo.
Desde el otoño de 2007, MyNetworkTV eliminó las telenovelas y comenzó a añadir programas deportivos y reality shows.
El 1 de septiembre de 2007, la cadena emitió su primer programa en vivo, la final del abierto masculino del tour de Croc de la Asociación de Voleibol Profesional en Cincinnati.
El 26 de febrero de 2008, la cadena anunció que había cogido los derechos para emitir WWE Friday Night SmackDown!, programa que hasta el momento se emitía por The CW.

## Niveles de audiencia y patrocinadores

### Formato original
El debut de MyNetworkTV dejó mucho que desear. Desire consiguió una audiencia de 1.1 puntos (1 punto equivale a 1 millón de espectadores aproximadamente) con una cuota de pantalla (share) de 2%.
Fox había ya vendido la mitad de su proyección de 50 millones de dólares de ventas comerciales por adelantado.

### Nuevo formato
A partir del 7 de marzo de 2007, MyNetworkTV empezó a estar en los reportes "Índice Televisivo" de Nielsen junto con otras cadenas. La primera serie no guionada, IFL Battleground, debutó con una audiencia de 0.8, que es el mismo rating del estreno de la telenovela Wicked Wicked Games. Algunos televidentes encontraron el primer episodio de Battleground demasiado violento, lo que hizo descender la audiencia durante la segunda hora, especialmente después de las publicidades del programa que sugerían que algunos competidores terminarían inconscientes y dejarían el estadio en camilla, junto con el sonido constante de llamadas al 911, que es el número que se marca en Estados Unidos en caso de emergencias.
A pesar de tal controversia, IFL Battleground y las películas de jueves y viernes han ayudado a incrementar los números de audiencia en promedio para MyNetworkTV.
Cambios de última hora para la parrilla otoñal de MyNetworkTV incluyen el título de Divorce Wars cambiado a Decision House y la suma de Celebrity Exposé y Control Room Presents (un programa musical en donde se presentan conciertos de diferentes artistas populares) a la programación de lunes, junto con una hora de IFL Battleground seguida de NFL Total Access los sábados.
El cambio de la cadena de telenovelas a reality shows y películas solo han producido un pequeño aumento en los números de audiencia. MyNetworkTV promedió 0.7 durante septiembre de 2007. MyNetworkTV continúa siendo la cadena anglófona estadounidense de menor audiencia.